# Lepturges regularis
Lepturges regularis là một loài bọ cánh cứng trong họ Cerambycidae.